# Mario Giacinto Peracca
Le comte Mario Giacinto Peracca est un herpétologiste italien, né le 21 novembre 1861 à Turin et mort le 23 mai 1923 dans cette même ville.

## Biographie
Il découvre la zoologie grâce à son père, ornithologue amateur. Il commence des études de médecine à l’université de Turin mais s’oriente bien vite vers la zoologie.
Il obtient son titre de docteur sous la direction de Michele Lessona (1823-1894) en 1886. Il devient son assistant puis obtient une place à l’Institut de zoologie de l’université, fonction qu’il conserve lorsque Lessona est remplacé par Lorenzo Camerano (1856-1917).
Peracca, jusqu’à sa retraite en 1920, s’occupe des collections herpétologiques et l’enrichit grandement notamment par des achats d’autres collections ou par des échanges avec d’autres institutions.
Il installe également un vaste terrarium où il élève des reptiles et des amphibiens, notamment de grandes salamandres, dans des environnements contrôlés. Mais ses observations ne seront jamais publiées et son rôle dans l'avancement des connaissances demeure modeste.